# Jules Moury
Pour les articles homonymes, voir Moury.
Jules Joseph Moury, né le 11 octobre 1873, et mort le 29 mars 1935 à Agnat, est un missionnaire catholique français qui fut le premier vicaire apostolique de la Côte d'Ivoire.

## Biographie

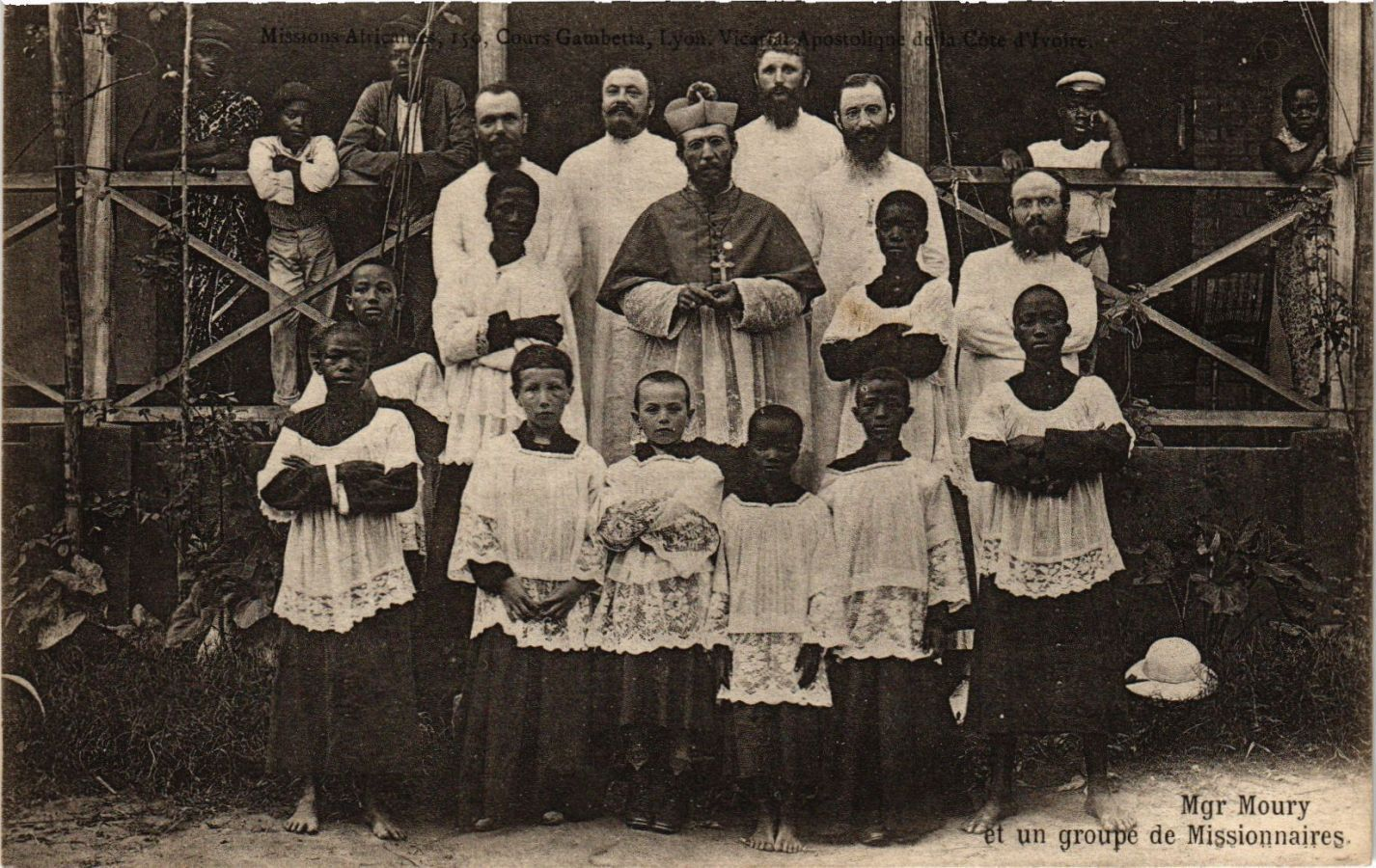
Jules Moury avec ses missionnaires et ses enfants de chœur.

Jules Moury naît à Agnat en Haute-Loire en 1873. Il suit ses études à Richelieu, puis au grand séminaire de la Société des missions africaines du Caire.
Au moment de la grande épidémie de fièvre jaune à Grand-Bassam (1899-1903), il demande à être envoyé en Côte d'Ivoire pour remplacer les missionnaires fauchés par la maladie. Il participe à la fondation de la mission d'Abidjan en 1905 et fonde celle de Katiola en 1909.
En 1910, il est nommé préfet apostolique de la Côte d'Ivoire et en devient le premier vicaire apostolique l'année suivante. Il est nommé évêque titulaire d'Ariassus (de). Il est sacré évêque le 6 juin 1912 par Louis Déchelette avec comme co-consécrateurs Paul Pellet et François Steinmetz.
Moury est mobilisé comme simple soldat de seconde classe au début de la Grande Guerre, ainsi qu'avec onze de ses missionnaires, ce qui désorganise le travail des missions ivoiriennes. Âgé de 41 ans et de constitution fragile, il est finalement rendu à son vicariat, où il redouble d'efforts. Les années suivantes connaissent de grands déploiements de la chrétienté ivoirienne. Il envoie en 1928 le père Alphonse Kirmann (futur vicaire apostolique de Sassandra) fonder une mission à Abengourou dans les territoires des Agnis. Il ordonne le premier prêtre d'origine ivoirienne le 1er mai 1934, l'abbé René Kouassi. Moury rentre ensuite se reposer dans sa famille en France, il y meurt quelques semaines plus tard à l'âge de 61 ans.
Sa devise était « Mihi vivere Christus est ».